# Экспансивная пуля

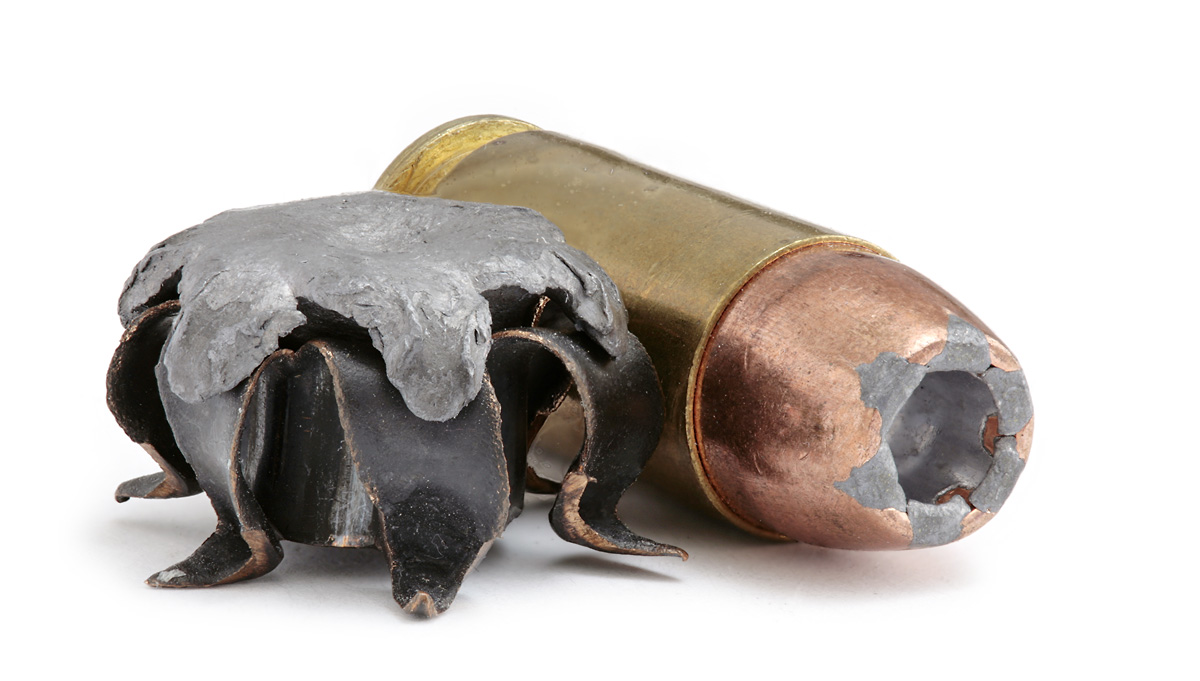
Стреляная экспансивная пуля .40 S&W (JHP) на фоне патрона того же калибра

Полуоболочечная пуля (JSP, в том числе «дум-дум»)

Пуля с экспансивной полостью (JHP)

Экспансивные, они же — разворачивающиеся пули, (англ. expanding bullet), они же — пули Дум дум (англ. Dum-dum) — пули, конструкция которых предполагает существенное увеличение диаметра при попадании в мягкие ткани с целью повышения поражающей способности и/или уменьшения глубины проникновения. Таким образом, термин экспансивность означает способность пули расширяться, увеличивать свой диаметр при попадании в мягкую среду.
Существуют различные конструктивные решения, способные обеспечить такое действие пули. Как правило, выделяют:
- Полуоболочечные пули (англ. soft point bullet, обозначение JSP);
- Пули с экспансивной полостью (англ. hollow point bullet, HP и JHP[1]);
- Пули с пластиковым наконечником — техническое решение для двух предыдущих вариантов, обеспечивающее улучшение аэродинамики.

Такие пули в настоящее время запрещены к применению в военном оружии, однако очень широко применяются для охоты и самообороны, а также в подразделениях специального назначения. Например, практически все охотничьи пули являются экспансивными, — применение неэкспансивных цельнооболочечных пуль военного типа на охоте обычно считается недопустимым. Дело в том, что с пулей охотятся на крупных животных. С целью предотвращения опасности, которую представляют подранки для человека, а также из гуманных соображений, охотники стремятся никогда не оставлять подранков, а лучше всего убить дичь первым же выстрелом.

## Предыстория

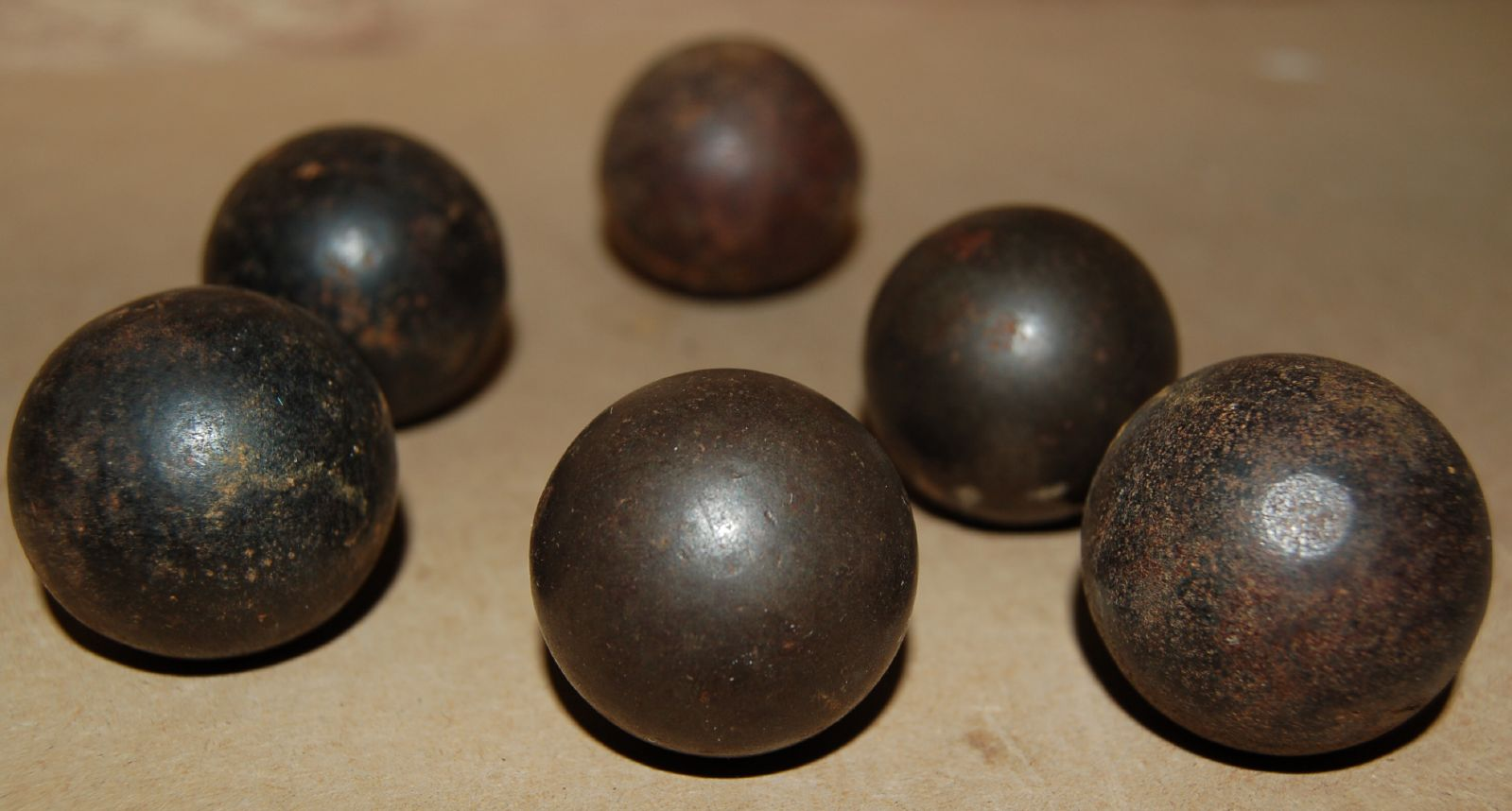
Цельносвинцовые пули за счёт мягкости материала изначально обладали некоторой способностью к расширению при попадании в цель, то есть являлись в определённой степени экспансивными

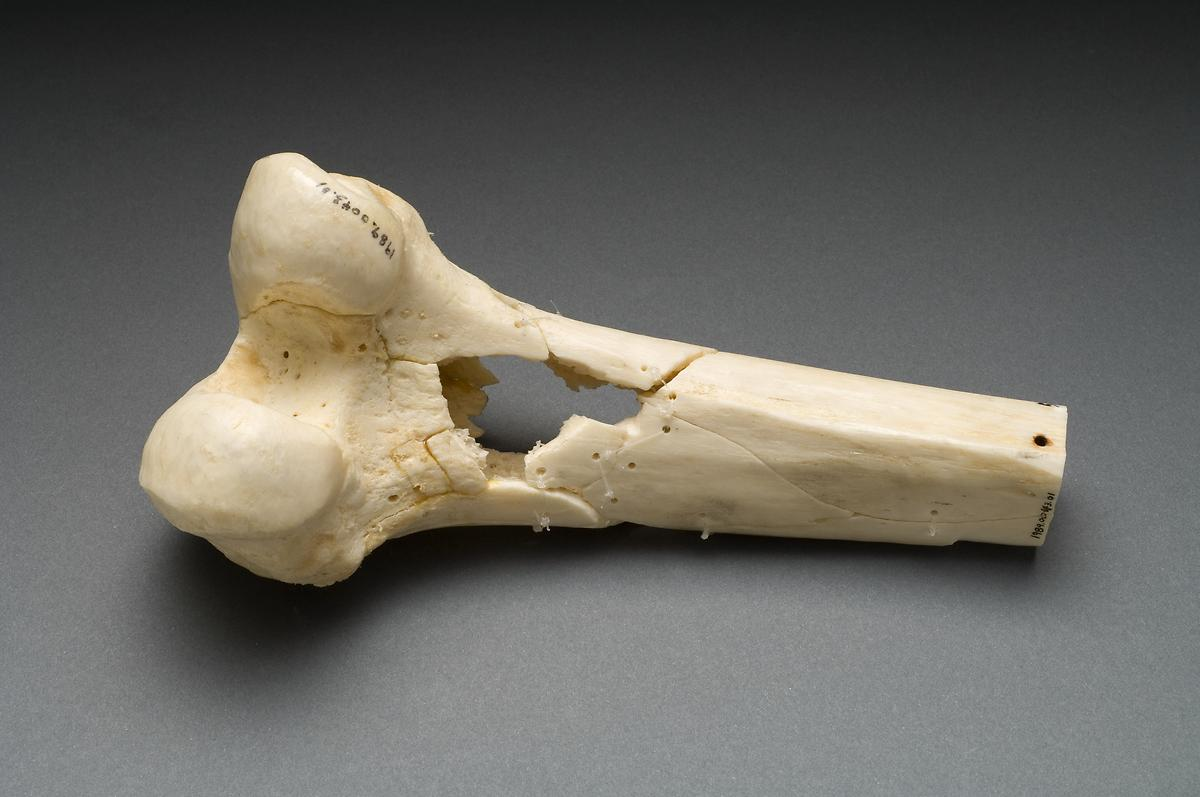
Сминаясь в теле жертвы, мягкие свинцовые пули крупного калибра часто наносили тяжёлые ранения

На протяжении веков в ручном огнестрельном оружии использовались мягкие безоболочечные свинцовые пули относительно крупного калибра. При попадании в мягкие ткани они расплющивались, увеличивая свой диаметр. За счёт этого такие пули эффективно передавали цели свою энергию, нанося сравнительно тяжёлые ранения. Ввиду этой способности к некоторому расширению при попадании в цель можно сказать, что в те годы по сути все используемые пули в какой-то мере относились к типу экспансивных, и не было нужды повышать их экспансивность дополнительно.
Правда, историк оружия В. Е. Маркевич упоминает так называемые «свистящие пули», имевшие по центру сквозное отверстие и за счёт этого способные сильнее обычного деформироваться в раневом канале, нанося более тяжёлые ранения. Однако это, по-видимому, был побочный эффект, а основным считался возникающий в полёте свист, деморализующий противника.
Пришедшие на смену сферическим пулям цилиндроконические, или цилиндрооживальные, пули, также цельносвинцовые, лишённые оболочки, типа пули Минье, сохранили эту склонность к расплющиванию в раневом канале, соответственно, также могут быть отнесены к экспансивным.
Ситуация стала меняться ближе к концу XIX века, после совершившегося в последней его четверти перехода в военном оружии к нарезным стволам малого калибра (в те годы малыми считались калибры, в наше время относимые к нормальным, — 6,5—8 мм) и бездымным порохам. Мягкие безоболочечные пули не выдерживали давления, создаваемого в стволе бездымным порохом, и нередко срывались с нарезов. Кроме того, они сильно освинцовывали каналы малокалиберных нарезных стволов. Это вынудило конструкторов перейти к использованию пуль, имевших поверх свинцового сердечника оболочку из более твёрдого металла (обычно меди, латуни, томпака, мельхиора или стали), которые надёжно шли по нарезам и почти не загрязняли ствол.
Однако быстро выяснилось, что поражающее и останавливающее действие новых пуль значительно ниже по сравнению со старыми безоболочечными, что было особенно чувствительно для армий, участвовавших в колониальных войнах против так называемых «диких» народов. Например, в ходе Читральской кампании 1895 года среди англичан появилось стойкое убеждение, что применяемые ими пули неэффективны, и противник продолжит сражаться, даже будучи раненым, так как оболочечные пули, не способные деформироваться в раневом канале и за счёт этого эффективно передавать свою энергию цели, «прошивали» её навылет, оставляя аккуратные входное и выходное отверстия, и наносили смертельные повреждения лишь при попадании в жизненно важные органы.
В результате британское военное руководство поставило задачу разработать пулю, которая:
сможет нанести рану, достаточно тяжёлую, чтобы остановить даже самого непримиримого фанатика.
Оригинальный текст (англ.)inflict a wound sufficiently severe to stop even the most determined fanatic

## Разработка и применение
В соответствии с этой установкой в начале 1890-х на британской королевской оружейной фабрике (англ. British Royal Artillery armoury), расположенной в рабочем пригороде Калькутты Дум-дум , офицером британской армии капитаном Невиллом Берти-Клэем были разработаны экспансивные пули к патрону .303 British, который использовался в винтовках Lee-Metford и, позднее, Lee-Enfield. Их носок был лишён оболочки, — то есть они принадлежали к типу пуль, ныне называемых полуоболочечными, или soft point (SP).

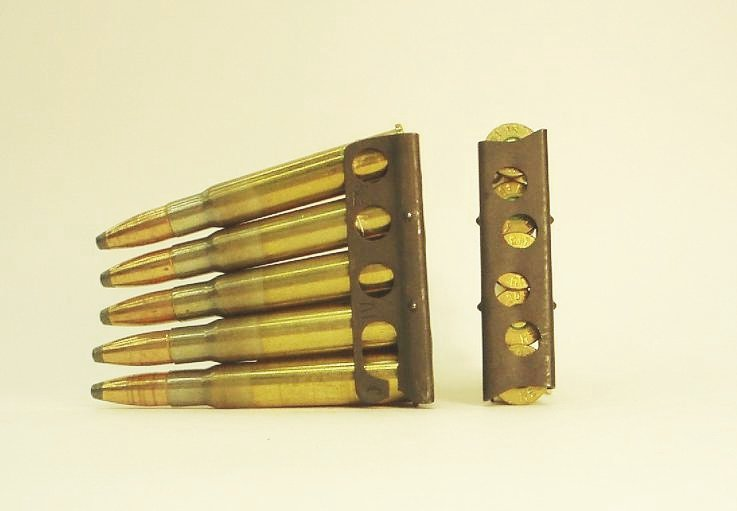
Патроны калибра .303 British с полуоболочечными пулями, по конструкции аналогичными пулям «дум-дум» (современные охотничьи боеприпасы)

По месту разработки и производства их стали именовать «пули дум-дум».
Позднее выяснилось, что при стрельбе такими пулями имеется риск срыва надрезанной оболочки со свинцового сердечника, поэтому появились револьверные пули .455 Mk. III Manstopper, а также пули к патрону .303 British Mk. III, IV и Mk. V, устроенные по иному принципу, в наши дни обозначаемому hollow point (HP), то есть с полостью в носовой части. Так как к моменту их появления термин «дум-дум» уже стал широко используемым неофициальным обозначением для всех экспансивных пуль к военным патронам вообще, их тоже стали так называть, хотя они были разработаны и производились в самой Великобритании, а не на Арсенале в Дум-думе.

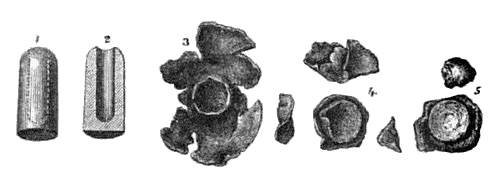
Пуля типа hollow point к винтовке-«экспрессу»

Такие пули с полостью уже задолго до этого использовались в так называемых «экспрессах» — охотничьих винтовках (точнее, штуцерах) очень крупного калибра с повышенной начальной скоростью пули, для чего её облегчали за счёт этой самой полости. Повышение и без того огромной экспансивности таких пуль было в этом случае лишь побочным эффектом. Также существовали охотничьи пули с Х-образным разрезом в головной части, смысл которых был тем же — «раскрываться» при попадании в цель. Впоследствии, уже после официального запрещения «дум-дума», при помощи крестовидных надрезов «дорабатывали» оболочечные пули в войсках с целью повысить поражающую способность. Такие «доработанные» на местах пули также нередко называли «дум-дум».

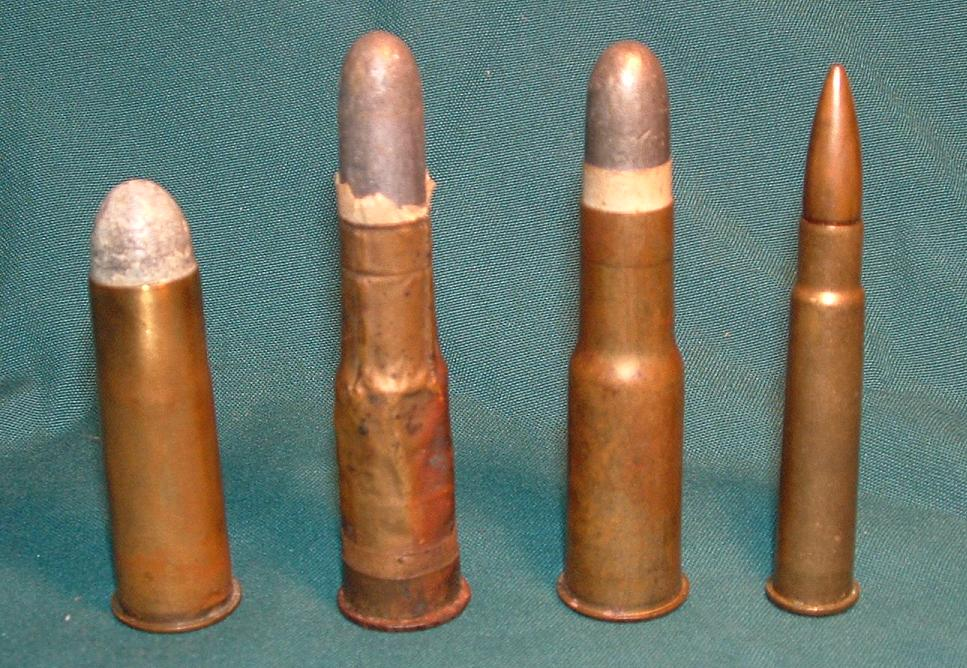
Сравнение патронов к винтовкам Снайдера, Генри-Мартини (два варианта) и Ли-Энфилд. Первые три имеют свинцовые безоболочечные пули крупного калибра, последний — цельнооболочечную малокалиберную

В процессе полевых испытаний пуль этих типов в ходе Англо-бурской войны 1899—1902 командир Мидлсекского полка полковник Хилл заявил, что лучше быть раненым двумя пулями «Мартини-Генри», чем одной такой. Также было заявлено, что попадание пули «вело к невероятному поражению кости и плоти». Причём в ходе парламентских дебатов Лорд Хэмилтон заявил, что любой, имеющий нож, может в считанные секунды переделать обычные пули в дум-дум.
Впрочем, существовала и иная точка зрения, которая состояла в том, что повышенная экспансивность новых пуль лишь компенсировала их меньший калибр, будучи заметна только в сравнении с оболочечной пулей того же калибра, и уступала безоболочечным пулям таких старых винтовок, как Мартини-Генри, Снайдер или Энфилд.
Так или иначе, применение этих пуль вызвало протесты со стороны международного сообщества как «негуманное» и «нарушающее законы и обычаи войны», и вскоре — в 1899 году — раскрывающиеся и деформирующиеся пули были запрещены к военному применению Первой Гаагской мирной конвенцией. Вторая Гаагская конвенция в 1907 году подтвердила запрет. Примечательно, что этот запрет до сих пор неукоснительно выполняется всеми странами, во всяком случае в том, что касается официально принятых на вооружение образцов боеприпасов, — при том, что прочие «запреты» Гаагской конвенции преимущественно так и остались на бумаге (запрет на применение боевых отравляющих веществ, «метание снарядов и взрывчатых веществ с летательных аппаратов» и многие другие).

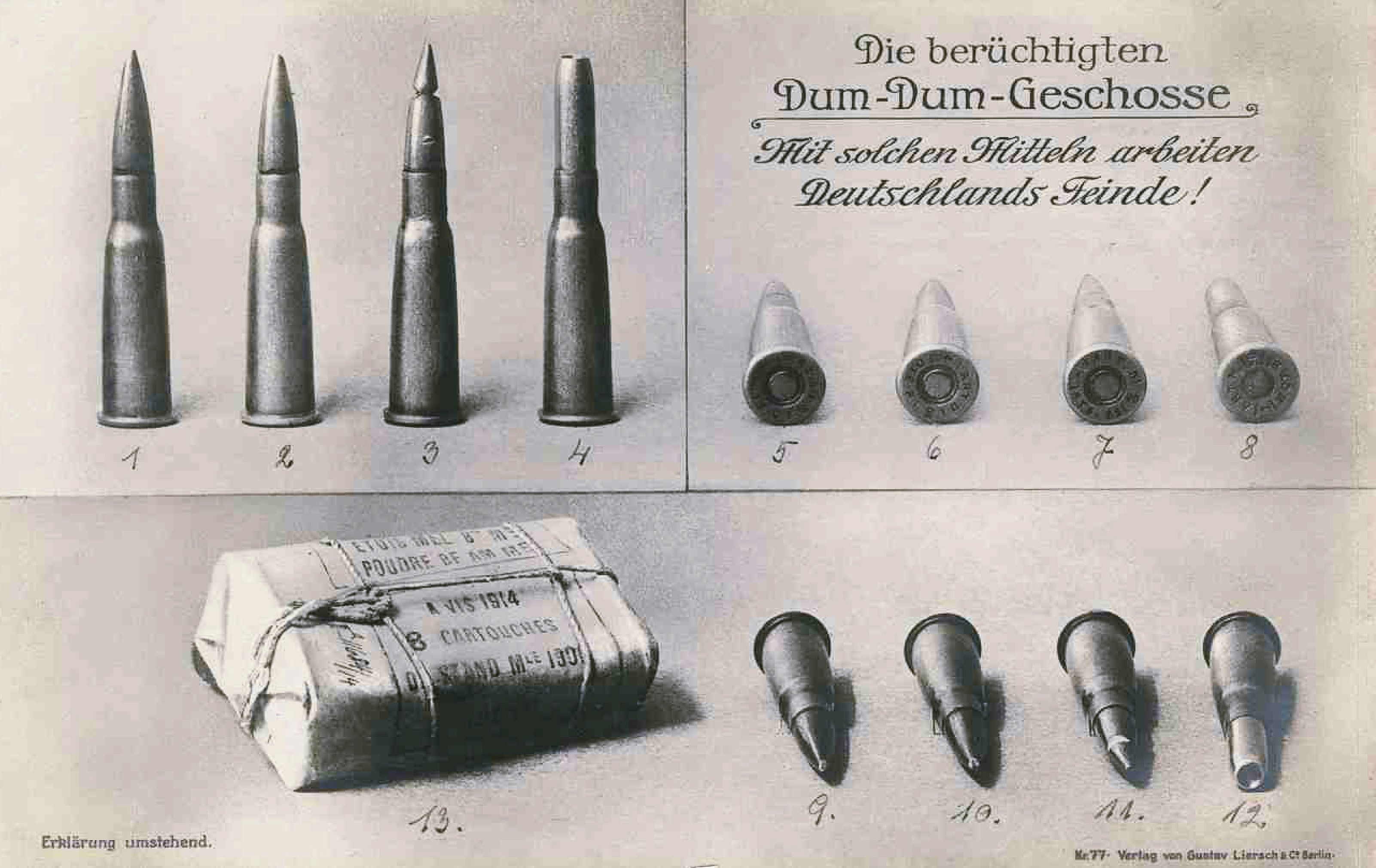
Германская листовка времён Первой мировой войны, обвиняющая французов в использовании «печально знаменитых» экспансивных пуль

Де факто во время обеих мировых войн стороны активно применяли экспансивные пули, как намеренно, так и вынужденно. В частности, Россия ввиду нехватки современных винтовок Мосина использовала в Первой мировой войне устаревшие винтовки Бердана. Их безоболочечные пули де-факто являлись экспансивными — что послужило основанием для обвинений в адрес России в нарушении Гаагских конвенций со стороны Германии, — которая, впрочем, сама применяла «дум-дум» на обоих фронтах . Позднее те же винтовки Бердана вынужденно использовались уже финнами в ходе советско-финской войны.
Оболочечные пули всё же имеют значительные преимущества перед полуоболочечными экспансивными, в частности, их подача из магазина более надёжна благодаря твёрдому носку, который не повреждается при хранении и досылании патрона, а пробивная способность — существенно выше. Кроме того, существует мнение, что в ходе военных действий более рационально ранить солдата противника, а не убить, так как его эвакуация с поля боя и последующее лечение отвлекают дополнительные силы — здесь оболочечные пули с их более низкой убойностью также обладают преимуществом.

## Запрет
Ввиду нечёткости формулировки в текстах Конвенций и дальнейшего прогресса оружейного дела запрет на применение экспансивных пуль не раз становился предметом политических спекуляций. Например, в своё время активно шло обсуждение на тему того, не следует ли приравнять к экспансивным высокоскоростные малокалиберные пули американского патрона 5,56х45 мм к винтовке M16, которые при попадании в цель фрагментировались и наносили ей тяжёлые повреждения, отчасти схожие с таковыми при попадании пули «дум-дум».
В результате этих обсуждений в 1979 году на Международной конференции ООН по запрещению или ограничению применения конкретных видов оружия, которые могут считаться наносящими чрезмерные повреждения или имеющих неизбирательное действие, была принята резолюция, в которой содержалась просьба к правительствам всех стран проявлять осторожность при разработке систем малокалиберного оружия, а также — обращение к специалистам по раневой баллистике с настоятельной рекомендацией о необходимости разработки стандартизованной международной методики оценки и контроля баллистических параметров и повреждающего эффекта высокоскоростных и малокалиберных пуль.
Впрочем, вскоре аналогичные обвинения последовали уже в адрес нового советского патрона 5,45 × 39 мм после его применения в Афганской войне, хотя его пули и не фрагментируются в раневом канале, а лишь «кувыркаются» благодаря малой устойчивости (впрочем, в определённой степени такое поведение характерно вообще для любой продолговатой пули). Чётких критериев относительно соответствия нормам Гаагской конвенции для таких боеприпасов не установлено до сих пор.
Также большие вопросы вызывает использование в военных целях дробовых ружей, так как снаряжаемые свинцовой дробью или картечью патроны для них вполне могут быть приравнены к экспансивным боеприпасам с деформирующимися безоболочечными пулями.
Запрет на использование экспансивных пуль распространяется только на регулярные армии. Данный тип боеприпасов широко используется полицейскими органами, на охоте и для самообороны из-за сниженного риска рикошета и большой останавливающей способности при стрельбе по живой незащищённой цели и во многих странах находится в свободной продаже наравне с остальными типами пуль.